# (4678) Ninian
(4678) Ninian es un asteroide perteneciente al cinturón de asteroides, descubierto el 24 de septiembre de 1990 por Robert H. McNaught desde el Observatorio de Siding Spring, Nueva Gales del Sur, Australia.

## Designación y nombre
Designado provisionalmente como 1990 SS4. Fue nombrado Ninian en homenaje a "Ninian T. McNaught", padre del descubridor.

## Características orbitales
Ninian está situado a una distancia media del Sol de 2,265 ua, pudiendo alejarse hasta 2,750 ua y acercarse hasta 1,781 ua. Su excentricidad es 0,213 y la inclinación orbital 3,742 grados. Emplea 1245 días en completar una órbita alrededor del Sol.

## Características físicas
La magnitud absoluta de Ninian es 13,7. Tiene 5,003 km de diámetro y su albedo se estima en 0,177. Está asignado al tipo espectral S según la clasificación SMASSII.